# Platypalpus australis
Platypalpus australis är en tvåvingeart som beskrevs av Patrick Grootaert 1995. Platypalpus australis ingår i släktet Platypalpus och familjen puckeldansflugor.
Artens utbredningsområde är Malta. Inga underarter finns listade i Catalogue of Life.